# Hoy (imbarcazione)
L'hoy era una piccola imbarcazione a vela utilizzata per il trasporto delle merci lungo la costa. Aveva armamento velico in configurazione sloop e dislocamento di circa 60 tonnellate. Il nome dell'imbarcazione deriva dalla parola dell'olandese medioevale Hoey.
L'imbarcazione venne utilizzata dal XV secolo fino agli inizi del XX secolo e durante questo periodo di tempo subì diversi cambiamenti. Inizialmente era un vascello armato con vela a tarchia. Veniva utilizzato per il traino o come piccolo battello costiero. Poteva essere molto pesante e poco adatto alla navigazione in mare.
Successivamente l'armamento velico venne modificato e fu adottata la configurazione a sloop, con o senza boma. Gli hoy olandesi di solito avevano due alberi mentre quelli inglesi uno solo. Nel XVIII e nel XIX secolo gli hoy venivano utilizzati come imbarcazioni da carico o per il trasporto passeggeri. In Inghilterra venivano utilizzati per collegare Londra con la costa settentrionale del Kent ed in particolare con Margate, i Margate hoy, e come barca da carico nell'estuario del Tamigi. Sempre con queste imbarcazioni, chiamate Southampton hoy veniva effettuato il collegamento tra Londra e Southampton. Durante la navigazione queste imbarcazioni potevano essere chiamate da terra in qualsiasi momento per caricare nuove merci o altri passeggeri.
Spesso venivano impiegati per il carico o lo scarico delle navi troppo grandi per risalire il Tamigi fino a Londra. In questo impiego si distingueva la Compagnia delle Indie Orientali che utilizzava degli hoy che, proprio per il loro impiego, venivano chiamati East India Hoy. Anche nei Paesi Bassi l'uso degli hoy era legato al trasporto passeggeri o merci che spesso veniva svolto nelle stesse zone di mare.
Con l'avvento del motore a vapore l'uso degli hoy iniziò a declinare anche se continuarono ad essere utilizzati fino agli inizi del XX secolo.

## Gli hoy della Royal Navy
Gli hoy furono utilizzati anche come imbarcazioni da guerra. Spesso, per il loro utilizzo come velieri da trasporto, finivano per essere catturati e riutilizzati. Un esempio fu l'hoy Mary Grace che venne catturato dagli inglesi nel 1522 e che fu impiegato fino al 1525.
Di solito la Royal Navy impiegava queste imbarcazioni per il trasporto verso le navi di acqua fresca, polvere da sparo o zavorra ma in alcuni casi furono anche dotati di armamento. Il 28 settembre 1804, con il timore di una prossima invasione dell'Inghilterra da parte delle truppe francesi, furono armati sedici Margate hoy da impiegare nella difesa costiera. Ogni imbarcazione venne dotata di un equipaggio, tratto dalla guardia nazionale della Marina, formato da un comandante e nove marinai.
In generale gli hoy, come nave da guerra, poteva essere armata con uno o al massimo cinque cannoni. Per esempio l'HMS Scourge nel 1794 era armato con un cannone da 24 libbre e tre carronate da 32 libbre. L'equipaggio era composto da trenta persone.